# Keene (New Hampshire)
Keene je americké město v okrese Cheshire ve státě New Hampshire. Žije v něm přibližně 23 tisíc obyvatel.

## Partnerské město
- Einbeck, Německo, od roku 2002[2]